# Пиринемское сельское поселение
Пирине́мское се́льское поселе́ние или муниципальное образование «Пиринемское» — муниципальное образование со статусом сельского поселения в Пинежском муниципальном районе Архангельской области России.
Соответствует административно-территориальным единицам в Пинежском районе — Шотогорскому сельсовету (с центром в деревне Шотогорка) и Чакольскому сельсовету (с центром в деревне Чакола).
Административный центр — деревня Пиринемь.

## География
Пиринемское сельское поселение находится в центре Пинежского муниципального района, на обоих берегах Пинеги. На севере граничит с Труфаногорским, на юге — с Шилегским сельскими поселениями. 
На территории поселения выделяются озёра: Турское и Кургское. По территории поселения проходит проходит автодорога «Пинега — Чакола — Веегора — Усть-Чуласа — Лешуконское».

## История
Муниципальное образование было образовано в 2006 году.
В 1954 году Пиринемский сельсовет Карпогорского района был присоединён к Шотогорскому сельсовету.

## Население
| 2005 | 2010 | 2011 | 2012 | 2013 | 2014 | 2015 | 2016 | 2017 |
| ---- | ---- | ---- | ---- | ---- | ---- | ---- | ---- | ---- |
| 1296 | ↘890 | ↘888 | ↘824 | ↘801 | ↘771 | ↘715 | ↘661 | ↘624 |
| 2018 | 2019 | 2020 | 2021 | 2023 |      |      |      |      |
| ↘595 | ↘582 | ↘544 | ↘522 | ↘499 |      |      |      |      |

## Состав сельского поселения
В состав сельского поселения входят 12 населённых пунктов:
| №  | Населённый пункт | Тип населённого пункта          | Население |
| -- | ---------------- | ------------------------------- | --------- |
| 1  | Веегора          | деревня                         | ↗147      |
| 2  | Водогора         | деревня                         | →0        |
| 3  | Городок          | деревня                         | ↗2        |
| 4  | Кочмогора        | деревня                         | →3        |
| 5  | Кусогора         | деревня                         | ↗33       |
| 6  | Пиринемь         | деревня, административный центр | ↗399      |
| 7  | Чакола           | деревня                         | ↗153      |
| 8  | Чешегора         | деревня                         | ↗27       |
| 9  | Шаста            | деревня                         | ↘1        |
| 10 | Шеймогоры        | деревня                         | ↗6        |
| 11 | Широкое          | посёлок                         | ↗268      |
| 12 | Шотогорка        | деревня                         | ↗186      |